# إسماعيل مارتينز
إسماعيل مارتينز هو دبلوماسي وسياسي أنغولي، ولد في 12 يناير 1940 في لواندا في أنغولا. انتخب Minister of Finance (Angola) ‏ وانتخب المندوب الدائم لدى الأمم المتحدة (2001 – ).